# 加斯帕里尼龍屬
加斯帕里尼龍屬（學名：Gasparinisaura）是薄板类恐龍的一屬，是種小型二足植食性恐龍，生存於白堊紀晚期的南美洲。

## 發現與命名

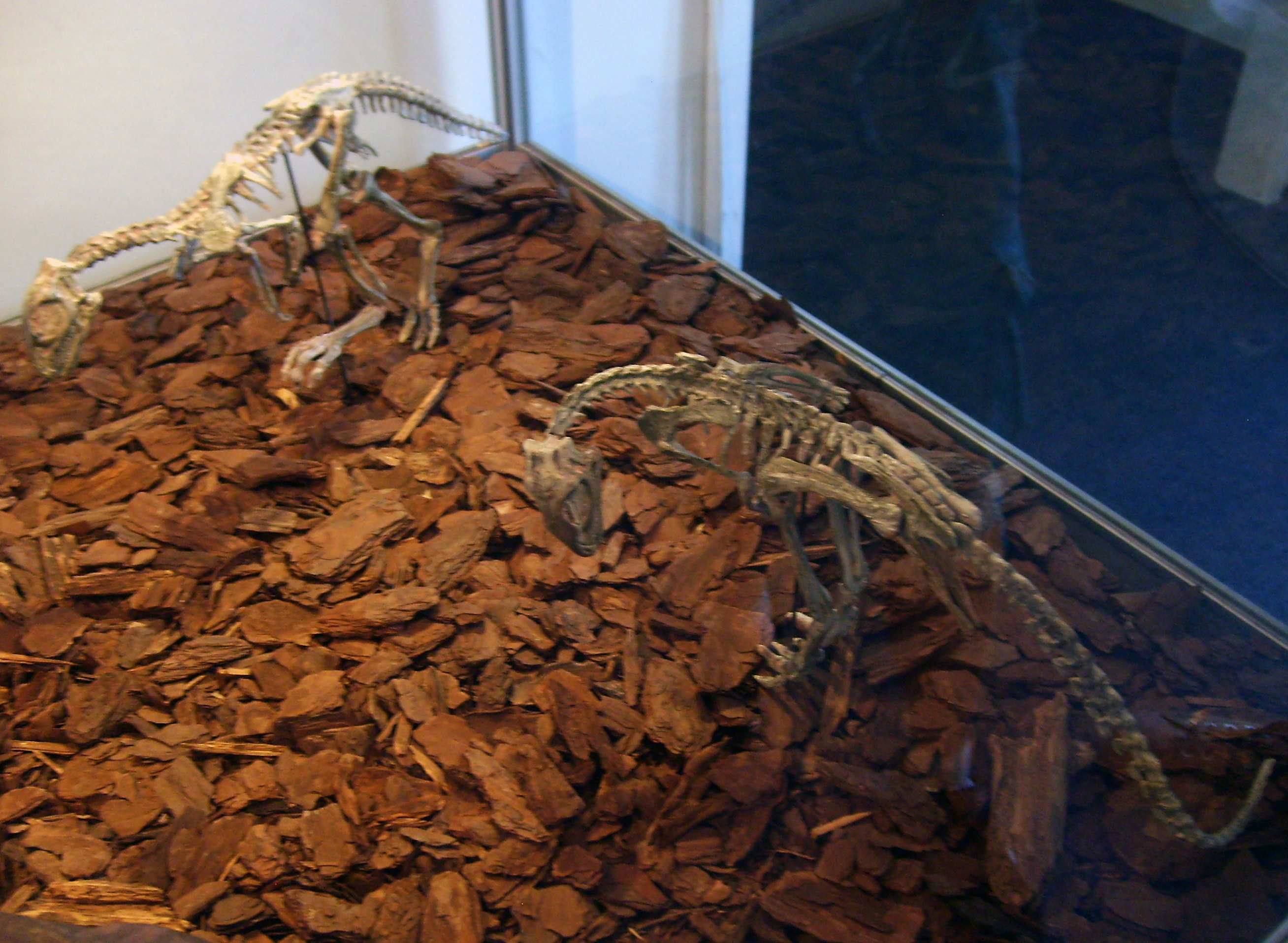
加斯帕里尼龍的重建骨架模型

在1992年，第一批化石發現於阿根廷巴塔哥尼亞內格羅河省的辛科薩爾托斯市（Cinco Saltos）附近。正模標本（編號MUCPv-208）被發現於阿納克萊托組（Anacleto Formation）地層，地質年代約8300萬年前，相當於白堊紀晚期的坎潘階早期。這個化石是一個部分身體骨骼與頭顱骨，缺少大部分脊柱。副模標本（編號MUCPv-212）是一個尾巴化石、部分後肢骨頭。
模式種是辛科薩爾托斯加斯帕里尼龍（G. cincosaltensis），是在1996年由阿根廷古生物學家羅多爾夫·科里亞 （Rodolfo Coria）與利安納度·薩爾加多（Leonardo Salgado）描述、命名的。屬名意為「加斯帕里尼的蜥蜴」，是以阿根廷女性古生物學家佐蘭·加斯帕里尼（Zulma Gasparini）為名，字尾則是女性字根；種名則是化石發現處附近的辛科薩爾托斯市為名。
在1997年，發現三個其他標本，都是幼年個體。編號MUCPv 213標本是一個部分身體骨骼與頭顱骨。編號MCSPv 111標本是一個部分顱後身體骨骼。編號MCSPv 112標本是一個頭顱骨、骨盆、後肢骨頭。在2008年，在這三個幼年個體的標本都發現胃石的存在。

## 體徵

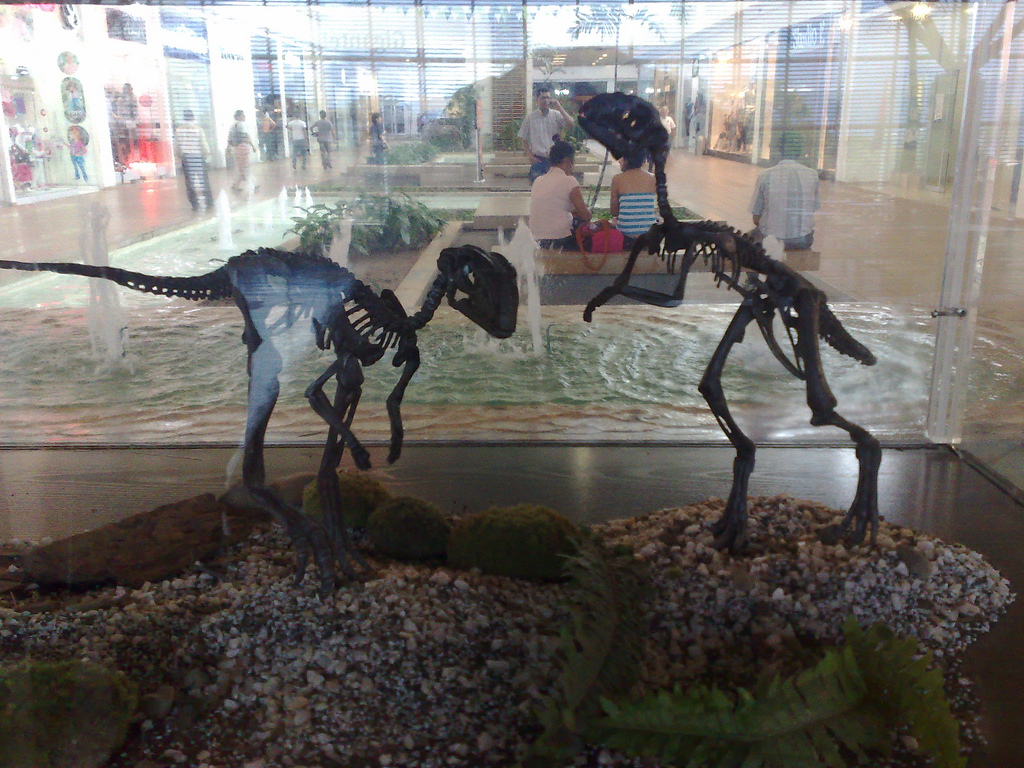
兩個加斯帕里尼龍的骨架模型

加斯帕里尼龍是種小型二足植食性恐龍。在2010年，葛瑞格利·保羅（Gregory S. Paul）估計其身長約1.7公尺，而體重約130公斤。
加斯帕里尼龍的小型頭部稍微延長、略呈圓形。眼眶非常大，位於頭顱骨的相當高位置。顴骨前方有個細長骨突，被上頜骨與淚骨夾住；顴骨後段高而寬廣。方顴骨有個長升突，接觸鱗狀骨，這是種原始特徵。頜部關節的位置低矮。上下頜的每邊約有12顆大型牙齒。前肢的外形瘦長。腸骨短而低矮，恥骨狹窄。後肢則相當長而強壯，股骨短，脛骨與腓骨較長。腳掌長，第一蹠骨後縮呈夾板狀，這是種進階型特徵。尾部具有三角形的人字形骨，外形低矮、成板狀，方向朝後，這特徵在真鳥腳類裡相當獨特。
在加斯帕里尼龍化石發現的胃石，由約100到40個圓形、光滑石頭所構成，平均直徑約8公厘，以小堆方式集中於腹部區域。這些石頭約佔全身體重的0.3%，已足夠在胃部協助磨碎食物。古生物學家認為蜥腳下目不會吞食胃石以協助磨碎食物，因為牠們的體積過大，胃石磨碎食物的效率過低。
加斯帕里尼龍最初被命名時，被分類為原始禽龍類，是真禽龍類的最原始物種。最近的研究顯示牠們是更原始的薄板类。

## 外部連結
- （英文）鳥腳亚目的各屬簡介